# Radio Free Europe (píseň)
Radio Free Europe je píseň americké rockové kapely R.E.M., která byla v roce 1981 vydána u nezávislého labelu Hib-Tone jako první singl této kapely. Pro píseň je typický nesrozumitelný text, který byl po dlouhou dobu charakteristickým rysem písní R.E.M. Singl se dočkal pochvalného přijetí od hudební kritiky a R.E.M. díky němu získali smlouvu u labelu I.R.S. Records. R.E.M. píseň znovu nahráli pro album Murmur z roku 1983 a v témže roce byla tato upravená verze vydána opět jako singl, který se umístil na 78. místě žebříčku singlů.